# Rhampholeon spinosus
Rhampholeon spinosus är en ödleart som beskrevs av  Paul Matschie 1892. Rhampholeon spinosus ingår i släktet Rhampholeon och familjen kameleonter. IUCN kategoriserar arten globalt som starkt hotad. Inga underarter finns listade i Catalogue of Life.